# Kap Walker
Das Kap Walker ist das vereiste Südostkap der Thurston-Insel vor der Küste des westantarktischen Ellsworthlands. Das Kap ragt in die Seraph Bay hinein.
Das Advisory Committee on Antarctic Names benannte es 2003 nach Edward Keith Walker Sr. (1904–1988), Kapitän des Tankers USS Canisteo während der Operation Highjump (1946–1947) der United States Navy.